# Nautica Thorn
Nautica Thorn, född 13 juni 1984 i Waipahu på Hawaii, är en amerikansk porrstjärna.
Thorn är halv japansk, en fjärdedel puertorican och en fjärdedel hawaiian. Hennes mamma arbetar som sekreterare och hennes pappa är i byggbranschen. Nautica har avslöjat att hon förlorade sin oskuld vid en ganska låg ålder. Uppväxt i Hawaii, fick hon sitt första jobb inom PR och marknadsföring hos ett skivbolag. Vid sexton års ålder flyttade hon till Kalifornien.
Sedan hon fyllt arton år, började hon jobba som strippa. Kort därefter erbjöd sig en agent att företräda henne och hon gick från strippandet till att bli nakenmodell. Därefter började hon filma onaniscener och senare hårdporr.
Till en början jobbade hon hårt med att framträda i flera scener, ofta flera dagar efter varandra. Hon har sagt att den arbetsrytmen slet ut henne. Hon begränsar sig numera till fem eller sex scener i månaden.
Nautica har framträtt tillsammans med bland annat Sasha Knox, i dokusåpan "My Bare Lady". Hon gjorde även ett kort framträdande som lapdansare i komedin På smällen.